# 大埃加河

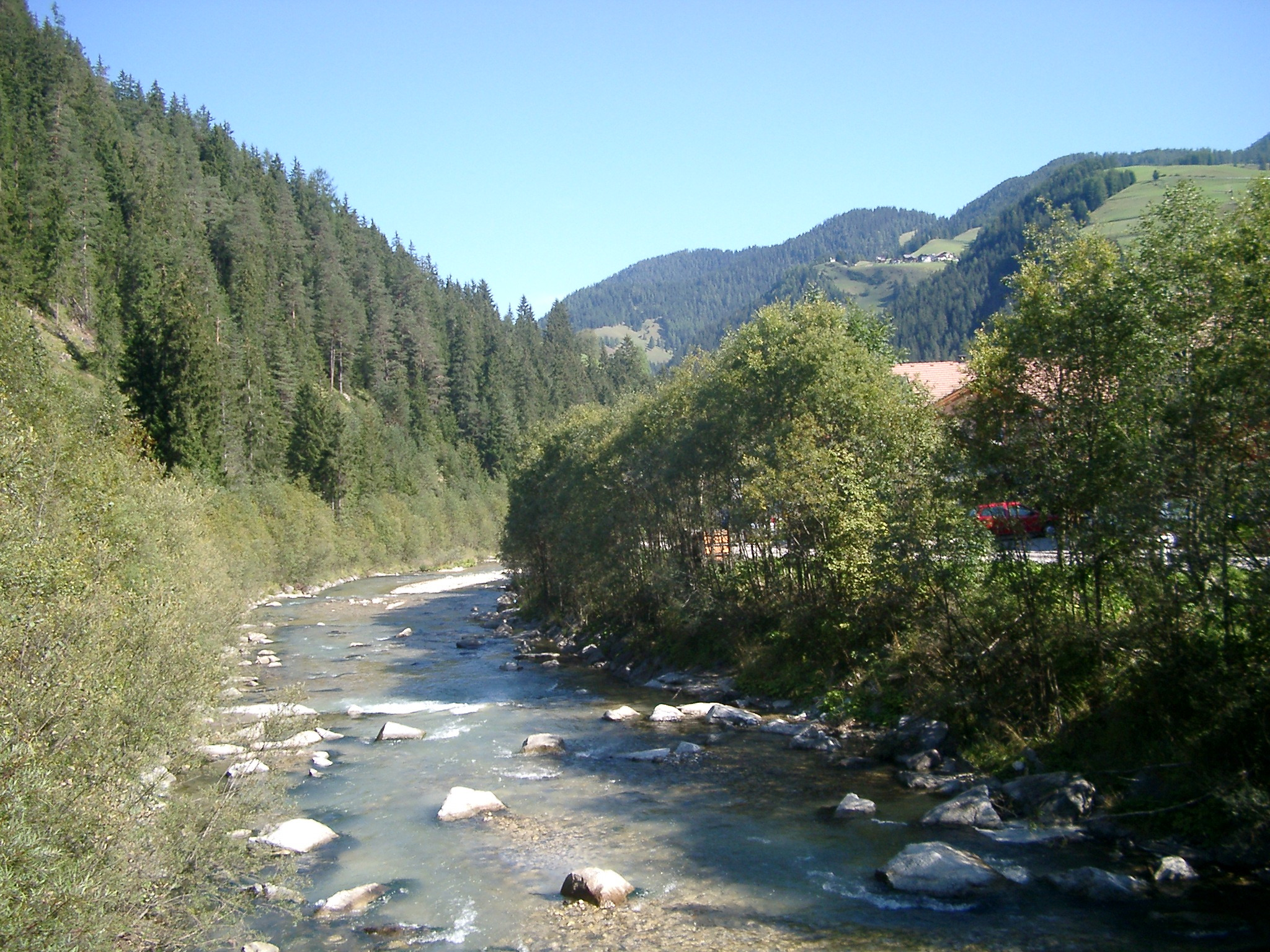

大埃加河是意大利的河流，位於該國北部博尔扎诺-上阿迪杰自治省，河道全長34.7公里，流域面積390平方公里，平均流量每秒5.7立方米，最終在聖洛倫佐迪塞巴托注入里恩茨河。

## 外部連結
- Information about the Gran Ega in German （页面存档备份，存于） and Italian （页面存档备份，存于）.

46°47′N 11°54′E / 46.783°N 11.900°E